# Porta Metronia
De Porta Metronia is een stadspoort in de Aureliaanse Muur in Rome. In de oudheid werd de poort Porta Metrovia genoemd.

## De Poort
De poort bevindt zich in de zuidelijke sectie van de muur. Het is altijd een kleine toegangspoort geweest en er begon geen belangrijke weg. In eerste instantie bestond de poort slechts uit een enkele doorgang, later is een toren boven de doorgang gebouwd.
Na de val van het West-Romeinse Rijk in 476 werden de afwateringen en rioleringen van Rome niet meer onderhouden. Hierdoor konden diverse nieuwe beekjes de stad in gaan stromen. Een daarvan, de Marrana, liep langs de Aureliaanse Muur en kwam door de Porta Metronia de stad binnen.

## De middeleeuwse plaquette
Op de achterzijde van de poort is een interessante plaquette uit 1157 bevestigd. Paus Calixtus II wilde het gebruik van het water van de Marrana beek uitbuiten en liet in 1122 de Porta Metronia dichtmaken. Ongeveer 35 jaar later besloot het toenmalige stadsbestuur, onder leiding van tien senatoren de Porta Metronia weer te openen zodat de beek weer vrij de stad in kon stromen. Hiermee gingen ze recht tegen de autoriteit van de Paus in. In deze periode, de zogeheten tijd van de Romeinse Commune, probeerde het Romeinse stadsbestuur tevergeefs weer onafhankelijk te worden van de Paus en de Keizer. Ter herinnering is de plaquette aan de muur bevestigd. De namen van de tien senatoren staan onder elkaar gegraveerd. De inscripties op de plaquette zijn van slechte kwaliteit, een teken van het lage niveau van de toenmalige Romeinse kunstenaars. 

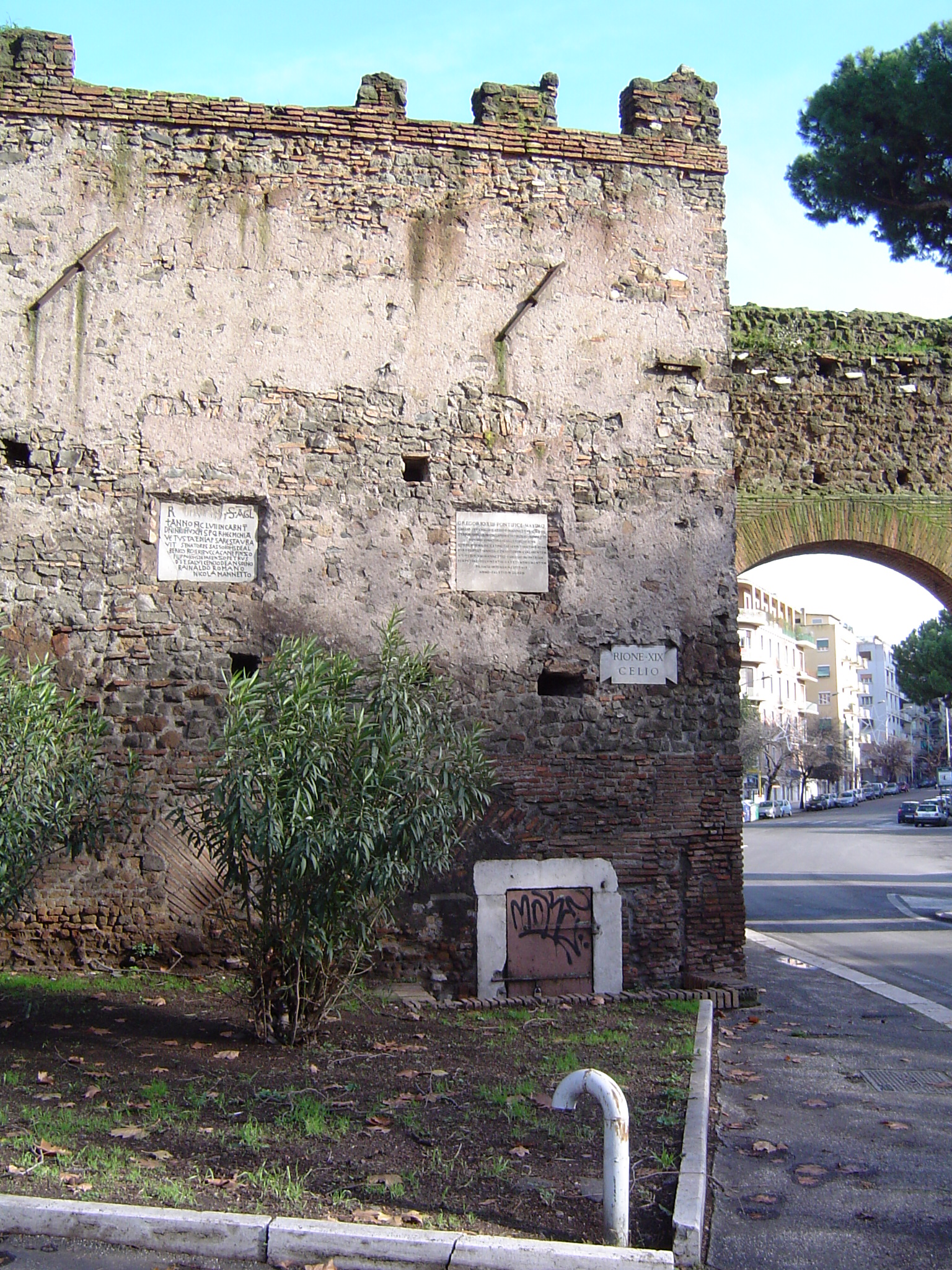
Achterzijde van de toren met de plaquette

## De Poort tegenwoordig
Aan het eind van de middeleeuwen is de poort weer gesloten en is de doorgang dichtgemetseld.
Wegens de toenemende verkeersdruk zijn er in de moderne tijd vier grote doorgangen naast de originele poort in de Aureliaanse Muur gemaakt.
Het grondniveau rond de poort is door de eeuwen heen flink gestegen. Hierdoor bevindt de oorspronkelijke doorgang zich inmiddels gedeeltelijk onder de grond. In de toren is nog slechts het bovenste gedeelte van de arcade van de doorgang zichtbaar.